# Atmospheric drum and bass
Atmospheric drum and bass (określany także jako intelligent drum and bass) to odmiana muzyki drum and bass czerpiąca z takich gatunków muzycznych jak ambient (jumbient), chillout czy jazz (jazzstep). Jedna z lżejszych, uważana też za bardziej ambitną. Cechą charakterystyczną są sample mające z reguły dwa razy mniejsze tempo, co daje wrażenie bardziej spokojnej muzyki mimo stosunkowo wysokiego tempa. Przykładowi wykonawcy: LTJ Bukem, Makoto, Blu Mar Ten, Nookie.